# Steinreihe von Parc Y Meirw

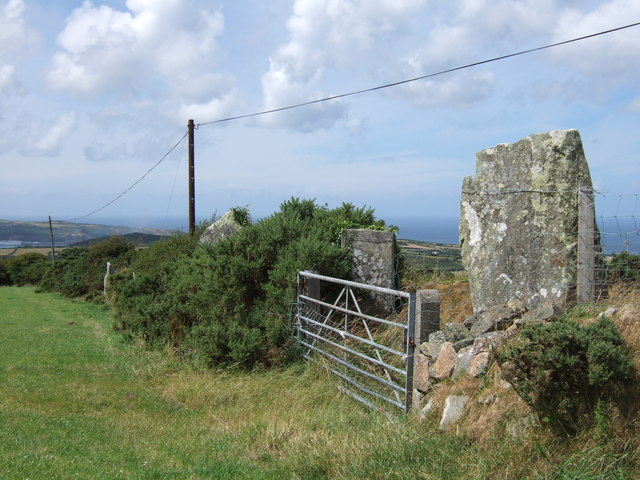
Steinreihe von Parc Y Meirw

Die bronzezeitliche Steinreihe von Parc Y Meirw liegt zwischen Llanychaer und dem Berg Garn Fawr, östlich von Fishguard in Pembrokeshire. Sie ist eine der in Wales eher seltenen Steinreihen und ein Scheduled Monument. Der Name Parc Y Meirw wird mit „Feld der Toten“ übersetzt.
Die Nordwest-Südost orientierte Steinreihe bestand bei der Entdeckung aus sieben oder acht Steinen in einer etwa 36,0 m langen Ausrichtung und könnte etwa 160 Steine enthalten haben. Ungleiche Abstände zeigen, dass wahrscheinlich viele Steine entfernt wurden. Die vier verbliebenen Steine stehen in einer Feldbegrenzung und Hecke am Straßenrand – zwei fungieren als Torpfosten. Sie sind zwischen 1,8 und 2,7 m hoch.

Steinreihe von Parc Y Meirw
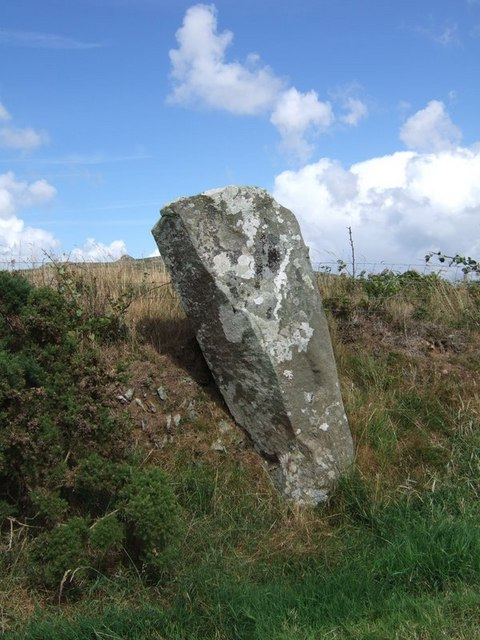
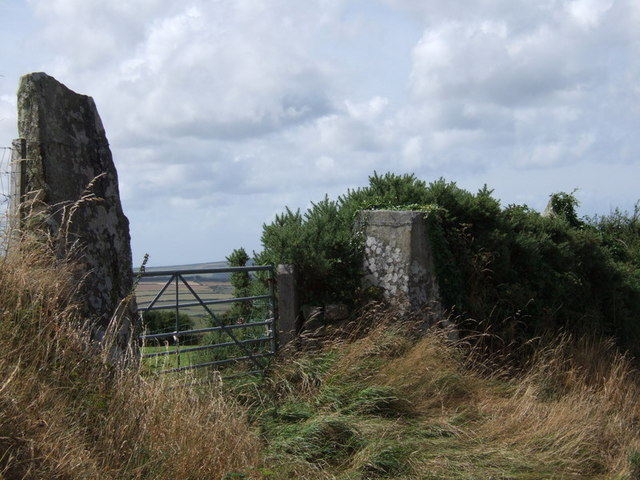